# 고양이 피아노
고양이 피아노(The Cat Piano)는 에디 화이트가 감독한 애니메이션이다.

## 개요
고양이 피아노는 8분의 짧은 재생시간으로 무료로 감상이 가능하다. 게다가 간단한 진행에다 등장인물의 대사 없이 나레이터의 해설로만 되어있음에도 불구하고 많은 곳에서 수상을 받은 애니메이션이다.

## 줄거리
낭만적이고 평범한 한 고양이 마을. 어느 날 그 마을에서 고양이들이 납치되는 사건이 발생한다. 한마리 한마리씩 납치되어가다 결국 주인공 고양이가 짝사랑하던 암고양이까지 납치되고 만다.
주인공은 고양이들을 납치한 범인이 인간인 것을 알게 되고 고양이들을 납치한 이유가 '고양이 피아노'를 만들어내기 위한 것임을 알아낸다. 고양이 피아노는 연주할 때마다 음 대신 설치된 바늘을 고양이에게 찔러 비명소리를 내게 하는 사상 최악의 잔인한 악기였다.
주인공을 포함한 마을에 남은 고양이들은 납치된 고양이들을 구출하기 위해 납치범의 성을 침략하게 되고 납치범과 치열한 싸움 끝에 납치범은 성 밖으로 떨어져 죽게 되고 고양이들은 다시 자유를 찾아 평범한 생활로 돌아가게 된다.

## 제작 의도
제작 의도는 아직 정확히 밝혀지지 않았으나 동물학대의 심각성을 고발하기 위한 것으로 추측되고 있다.